# EPrix van Parijs 2016
De ePrix van Parijs 2016 werd gehouden op 23 april 2016 op het Circuit des Invalides. Het was de zevende race van het seizoen. Daarnaast was het de eerste keer dat er een ePrix in Parijs werd verreden.
De race werd gewonnen door Lucas di Grassi voor het team ABT Schaeffler Audi Sport, waarmee hij de eerste coureur werd die twee Formule E-races op een rij wist te winnen. Jean-Éric Vergne werd tweede voor DS Virgin Racing Formula E Team en Renault e.Dams-coureur Sébastien Buemi maakte het podium compleet.

## Kwalificatie
| Pos | No | Coureur                | Team                            | Q1       | Q2       | Grid |
| --- | -- | ---------------------- | ------------------------------- | -------- | -------- | ---- |
| 1   | 2  | Sam Bird               | DS Virgin Racing Formula E Team | 1:01.514 | 1:01.616 | 1    |
| 2   | 11 | Lucas di Grassi        | ABT Schaeffler Audi Sport       | 1:02.249 | 1:01.932 | 2    |
| 3   | 25 | Jean-Éric Vergne       | DS Virgin Racing Formula E Team | 1:01.770 | 1:01.993 | 3    |
| 4   | 4  | Stéphane Sarrazin      | Venturi Formula E Team          | 1:02.148 | 1:02.550 | 4    |
| 5   | 8  | Nicolas Prost          | Renault e.Dams                  | 1:02.339 | 1:02.709 | 5    |
| 6   | 27 | Robin Frijns           | Andretti Formula E Race Team    | 1:02.405 |          | 6    |
| 7   | 88 | Oliver Turvey          | NEXTEV TCR Formula E Team       | 1:02.494 |          | 7    |
| 8   | 9  | Sébastien Buemi        | Renault e.Dams                  | 1:02.661 |          | 8    |
| 9   | 1  | Nelson Piquet jr.      | NEXTEV TCR Formula E Team       | 1:02.685 |          | 9    |
| 10  | 55 | António Félix da Costa | Team Aguri                      | 1:02.747 |          | 10   |
| 11  | 7  | Jérôme d'Ambrosio      | Dragon Racing                   | 1:02.797 |          | 11   |
| 12  | 28 | Simona De Silvestro    | Andretti Formula E Race Team    | 1:02.888 |          | 12   |
| 13  | 21 | Bruno Senna            | Mahindra Racing Formula E Team  | 1:02.915 |          | 13   |
| 14  | 66 | Daniel Abt             | ABT Schaeffler Audi Sport       | 1:03.081 |          | 14   |
| 15  | 77 | Ma Qing Hua            | Team Aguri                      | 1:03.655 |          | 15   |
| 16  | 6  | Loïc Duval             | Dragon Racing                   | 1:03.787 |          | 16   |
| 17  | 12 | Mike Conway            | Venturi Formula E Team          | 1:04.798 |          | 17   |
| 18  | 23 | Nick Heidfeld          | Mahindra Racing Formula E Team  | 1:11.853 |          | 18   |

## Race
| Pos | No | Coureur                | Team                            | Rondes | Tijd/Oorzaak uitval | Grid | Punten |
| --- | -- | ---------------------- | ------------------------------- | ------ | ------------------- | ---- | ------ |
| 1   | 11 | Lucas di Grassi        | ABT Schaeffler Audi Sport       | 45     | 52:40.324           | 2    | 25     |
| 2   | 25 | Jean-Éric Vergne       | DS Virgin Racing Formula E Team | 45     | +0.853              | 3    | 18     |
| 3   | 9  | Sébastien Buemi        | Renault e.Dams                  | 45     | +1.616              | 8    | 15     |
| 4   | 8  | Nicolas Prost          | Renault e.Dams                  | 45     | +2.142              | 5    | 12     |
| 5   | 4  | Stéphane Sarrazin      | Venturi Formula E Team          | 45     | +3.044              | 4    | 10     |
| 6   | 2  | Sam Bird               | DS Virgin Racing Formula E Team | 45     | +3.856              | 1    | 11     |
| 7   | 27 | Robin Frijns           | Andretti Formula E Race Team    | 45     | +5.141              | 6    | 6      |
| 8   | 55 | António Félix da Costa | Team Aguri                      | 45     | +7.000              | 10   | 4      |
| 9   | 21 | Bruno Senna            | Mahindra Racing Formula E Team  | 45     | +8.433              | 13   | 2      |
| 10  | 66 | Daniel Abt             | ABT Schaeffler Audi Sport       | 45     | +9.479              | 14   | 1      |
| 11  | 7  | Jérôme d'Ambrosio      | Dragon Racing                   | 45     | +10.738             | 11   |        |
| 12  | 23 | Nick Heidfeld          | Mahindra Racing Formula E Team  | 45     | +12.453             | 18   | 2      |
| 13  | 88 | Oliver Turvey          | NEXTEV TCR Formula E Team       | 45     | +13.721             | 7    |        |
| 14  | 12 | Mike Conway            | Venturi Formula E Team          | 45     | +14.833             | 17   |        |
| 15  | 28 | Simona De Silvestro    | Andretti Formula E Race Team    | 45     | +16.049             | 12   |        |
| DNF | 1  | Nelson Piquet jr.      | NEXTEV TCR Formula E Team       | 39     | Uitgevallen         | 9    |        |
| DNF | 77 | Ma Qing Hua            | Team Aguri                      | 38     | Ongeluk             | 15   |        |
| DNF | 6  | Loïc Duval             | Dragon Racing                   | 4      | Uitgevallen         | 16   |        |

## Standen na de race

### Coureurs
| Positie | Rijder            | Team                            | Punten |
| ------- | ----------------- | ------------------------------- | ------ |
| 1       | Lucas di Grassi   | ABT Schaeffler Audi Sport       | 126    |
| 2       | Sébastien Buemi   | Renault e.Dams                  | 115    |
| 3       | Sam Bird          | DS Virgin Racing Formula E Team | 82     |
| 4       | Jérôme d'Ambrosio | Dragon Racing                   | 64     |
| 5       | Stéphane Sarrazin | Venturi Grand Prix              | 58     |

### Constructeurs
| Positie | Team                            | Punten |
| ------- | ------------------------------- | ------ |
| 1       | Renault e.Dams                  | 165    |
| 2       | ABT Schaeffler Audi Sport       | 158    |
| 3       | Dragon Racing                   | 112    |
| 4       | DS Virgin Racing Formula E Team | 106    |
| 5       | Mahindra Racing Formula E Team  | 65     |